# Oldfield River
Oldfield River är ett vattendrag i Australien. Det ligger i delstaten Western Australia, omkring 510 kilometer sydost om delstatshuvudstaden Perth.